# Монумент Перемоги на Поклонній горі
Монумент Перемоги на Поклонній горі — величний монумент на честь Перемоги СРСР у Німецько-радянській війні в столиці Росії місті Москві.

## Загальна інформація
Монумент Перемоги розташований на найвищій точці Москви в Меморіальному Парку Перемоги на Поклонній горі на заході міста (Західний адміністративний округ).
Автор монумента — відомий російсько-грузинський скульптор Зураб Костянтинович Церетелі.
Монумент було урочисто відкрито 9 травня 1995 року (у 50-у річницю Дня Перемоги) у складі Меморіального комплексу Перемоги.

## Опис
Монумент Перемоги на Поклонній горі являє собою величезний обеліск з надміцної криці заввишки 141,8 метрів (символічно — по 10 сантиметрів на кожний день війни) вагою 1 000 тонн.
Монумент вкритий бронзовими барельєфами, що в алегоричній формі передають подвиг і звитягу радянського народу в боротьбі з німецько-фашистськими загарбниками, зокрема зображені окремі епізоди Німецько-радянської війни (оборони міст, наступи, битви), є барельєфи, присвячені Містам-героям, в тому числі і українським, зокрема, і Києву.
На вершечку монументу, на висоті 122 метри до стели прикріплено 25-тонну бронзову фігуру богині перемоги Ніки.

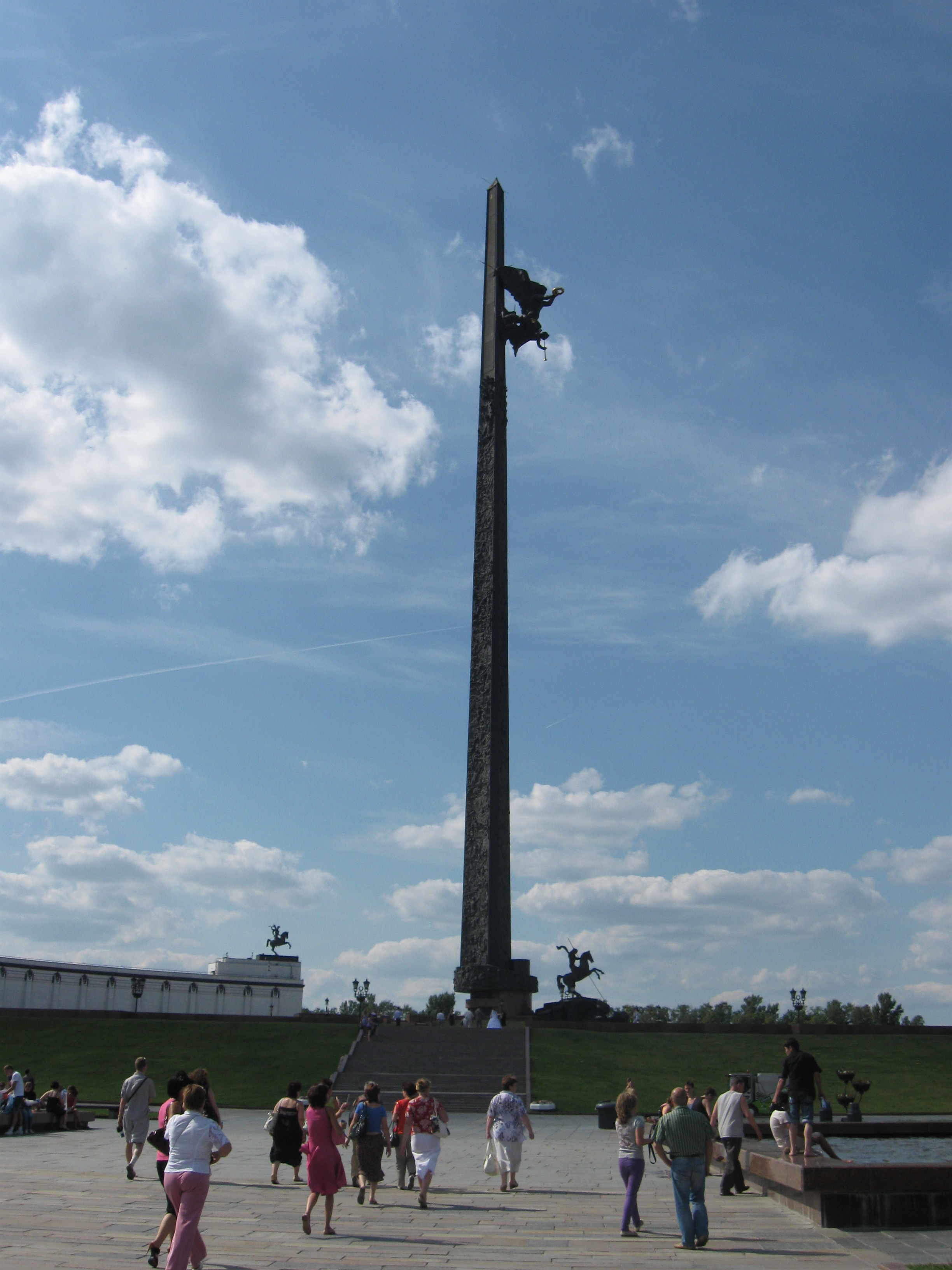
Монумент Перемоги на Поклонній горі в Москві
Фрагмент Монумента